# The Witch (canción de Beggar's opera)
«The witch» es una canción de la banda de Rock progresivo Beggar's Opera, lanzada en su tercer álbum de estudio, Pathfinder, y es una canción que está compuesta por diferentes progresiones y pasajes instrumentales.

## Grabación
La canción se grabó en 1972, para su álbum Pathfinder .  Empieza con un grito que simula ser el de una bruja, luego Griffiths y Gardiner exclaman la frase "Forgive us our mistake", para luego entrar a la introducción instrumental de la canción en Re menor tocando el riff de la introducción Alan Park. Griffiths entra en los versos hablando sobre una bruja que se busca para ser quemada. En el minuto 1:18 entra un solo de órgano ejecutado por Park. Luego en el coro el exclama como si el rey del pueblo estuviera hablando "Burn the witch / burn her at the stake". Después del segundo verso y el segundo coro viene un solo de guitarra que hace Gardiner,  para luego hacer una predicción del final de la canción repitiendo la frase "Forgive us our mistake/ we burned her at the stake".

## Créditos
- Raymond wilson: batería
- Alan Park: órgano
- Gordon Sellar: bajo
- Marthin Griffiths: voz
- Ricky Gardiner: guitarra/ voz